# Meliosma nanarum
Meliosma nanarum är en tvåhjärtbladig växtart som beskrevs av Alwyn Howard Gentry. Meliosma nanarum ingår i släktet Meliosma och familjen Sabiaceae. Inga underarter finns listade.